# Pandanus forsteri
Espèce
Pandanus forsteri est une espèce de plantes à fleurs de la famille des Pandanaceae originaire de l'île Lord Howe (Australie).

## Description
Pandanus forsteri peut atteindre 15 m de haut et se caractérise par des excroissances verruqueuses et des racines aériennes atteignant 5 m de long. Les feuilles en forme de lanières mesurent 1 à 1,5 m de long et 3 à 5 cm de large, épineuses sur les bords et sous la nervure médiane. Les minuscules fleurs femelles sont recouvertes de feuilles ; les fleurs mâles sont portées par des inflorescences de 50 cm de long, entourées de bractées blanches, elles-mêmes entourées d'une large gaine ou spathe. Les fruits sont des grappes sphéroïdales denses d'environ 20 cm de diamètre, rouges à maturité. La floraison s'étend de décembre à avril,.
Pandanus forsteri est nettement plus grand que les autres espèces de Pandanus, et ses racines aériennes mettent des années à atteindre le sol. Ses feuilles fonctionnent comme des gouttières, canalisant l'eau vers le tronc, et des sillons à la surface des racines transportent l'eau jusqu'à l'extrémité des racines aériennes où elle peut être absorbée.

## Répartition et habitat
L'espèce est endémique de l'île Lord Howe d'Australie, dans la mer de Tasman, où elle est commune du niveau de la mer jusqu'à une altitude d'environ 400 m. C'est un arbre qui pousse principalement dans le biome tropical humide.

## Dénominations
En anglais, l'espèce Pandanus forsteri est communément dénommée en anglais Forky-tree ou Forkedy-tree. 

## Systématique
Le nom correct complet (avec auteur) de ce taxon est Pandanus forsteri C.Moore & F.Muell..
Pandanus forsteri a pour synonyme :
- Pandanus moorei F.Muell.

### Étymologie
Le nom de genre vient du latin pandanus et du malais pandang, ce qui veut dire regarder, soit car il s'agit d'une plante spectaculaire avec sa forme étonnante, soit car on peut la reconnaître de loin pour la même raison.
L'épithète spécifique honore soit Johann Forster, soit Georg Forster, père et fils botanistes allemands, qui accompagnèrent James Cook en tant que naturalistes lors de son deuxième voyage (1772-1775).